# Marcellaz
Marcellaz är en kommun i departementet Haute-Savoie i regionen Auvergne-Rhône-Alpes i sydöstra Frankrike. Kommunen ligger i kantonen Bonneville som tillhör arrondissementet Bonneville. År 2022 hade Marcellaz 1 072 invånare.

## Befolkningsutveckling
Antalet invånare i kommunen Marcellaz
| Referens: INSEE |